# 卡爾·威廉·施勒格爾
卡爾·威廉·弗里德里希·施勒格爾（德語：Karl Wilhelm Friedrich Schlegel，1772年3月10日—1829年1月12日）是德國詩人，文學評論家，哲學家，語言學家和印度學家。
卡爾·威廉·施勒格爾與他的哥哥奧古斯特·威廉·施萊格爾是耶拿浪漫主義的主要人物之一。他是一個熱心的浪漫主義運動，受到塞繆爾·泰勒·柯勒律治，亚当·密茨凯维奇和Kazimierz Brodziński啟發。施萊格爾是印歐研究，比較語言學的先驅，以格林定律聞名。
年輕時的卡爾·威廉·施勒格爾是一個無神論者，激進的個人主義者。十年後，卡爾·威廉·施萊格爾皈依天主教。1810年左右，他是一名外交官和記者。

## 參閱
- Dictionary of Art
- . . 1905.
- . . 1913.
- . . 1921.
- Franz Muncker, ,  33, Leipzig: Duncker & Humblot: 737–752, 1891
- 卡爾·威廉·施勒格爾（德国国家图书馆目录相关文献）
- Schlegel, Friedrich von, 1841 .   [2010-09-24].
- Schlegel, Friedrich von, 1772–1829; Robertson, James Burton, 1800–1877, 1846 .   [2010-09-24].
- Schiller, Friedrich, 1759–1805; Körner, Christian Gottfried, 1756–1831; Simpson, Leonard Francis, translated 1849 .   [2010-09-24].
- Schlegel, Friedrich von, 1855 .   [2010-09-24].
- Friedrich von Schlegel, Ellen J . Millington, 1860 .   [2010-09-24].
- Samuel Paul Capen, 1903 .   [2010-09-24].
- Wilson, Augusta Manie, 1908 .   [2010-09-24].
- Calvin Thomas, 1913 .   [2010-09-28].